# مطر علي الكواري
مطر علي ملحن وموسيقار قطري معروف. قام بتلحين للعديد من المغنيين الخليجين والقطريين من أبرزهم عيسى الكبيسي الذي يعتبر رفيق دربه ليحقق هو وإياه نجاحات ملحوظة، كما أن له الفضل في دخول فهد الكبيسي إلى الوسط الفني.

## بداياته
بدأ في مجال الموسيقى كهاوٍ في عام 1982، وبعد هذه الفترة درس في معهد الموسيقى بقطر آنذاك، وكان قد تعلم من أشهر الموسيقيين في الوطن العربي والذين كانوا أساتذة بالمعهد آنذاك ايضاً، وعندما بدأ أولى خطواته الفنية بدأها بلحن وطني خاص بالمنتخب القطري كان له علاقة بكأس العالم للشباب باستراليا، وبعد فترة انقطع عن التلحين واتجه لإتمام دراستة الجامعية. ليتجه بعدها إلى دراسة الموسيقى العسكرية في باكستان، وفي عام 1991 استكمل دراسة الموسيقى بمصر ولتكن انطلاقته الحقيقة والرسمية له.

## شهرته
أُشتهر بالألحان الوطنية حتى أُطلق عليه لقب «ملحن الوطن»؛ كان في بداياته يخفي اسمه عندما كانت تعرض لهُ أية أعمال، بل كان يرفض إجراء أية مقابلات تليفزيونية احترامًا لوالده الذي لم يكن يعلم بعمله في مجال الموسيقى. إلا أنه في الوقت الحاضر قد صرح بأن الوضع تغير وأصبحت عائلته فخورةً به وبما يقدمه.

## أرائه
عُرف بأرائه الصريحة للغاية فقد إتهم الإعلام القطري بتهميش المواهب القطرية بل ويعتبرها عدو الفنان القطري والمواهب المحلية. كما أنه عُرف أيضاً بارائه السياسية المدافعة عن بلاده قائلا: «قطر في الفترة الماضية كسبت محبين وأعداء، وعندما أقوم بالدفاع عن بلدي على تويتر فهذه المواقف ليست سياسة وانما هي دفاع عن الوطن والذات.» 

## أهم أعماله
تعاون الموسيقار مطر علي مع أهم الفنانين والنجوم والشعراء في الساحة الفنية وكان أبرزها مع الفنان طلال مداح والفنان ناصر صالح والفنان عيسى الكبيسي والفنانة لطيفة والفنانة أسماءالمنور والفنانة فدوى الماكي والفنانة أصيل هميم والفنانة سلوى عمر والشاعرة بنت العطا والشاعر جاسم بن همام والشاعر فهد بن غانم والشاعر حمود الشمري والشاعر سامي الهذلول والشاعر رياض العوض وغيرهم.
- أبرز الأعمال:

مسيتني طلال مداح
ياعذاب عيون ناصر صالح 
بحار التيه ناصر صالح 
أبعد عيسى الكبيسي
وينك تعال لطيفة
يامفسر الأحلام فدوى المالكي
وينك البارح فدوى الماكي 
ماجبرتك سلوى عمر
الجرح أكبر سلوى عمر
أقول عيسى الكبيسي 
وغيرها... 

## وصلات خارجية
- تويتر
- الموقع الرسمي